# Дін Раск
Дін Раск (англ. David Dean Rusk; 1909–1994) — американський державний діяч, дипломат.

## Біографія
Народився 9 вересня 1909 року в окрузі Черокі, штат Джорджія. У 1931 закінчив Коледж Девідсона. У 1934 коледж Оксфордського університету. Пройшов курс навчання в резервному корпусі підготовки офіцерів (ROTC).
З 1934 по 1940 — викладав державне управління, ад'юнкт-професор державного права і декан факультету в Коледжі Мілла в Каліфорнії.
У 1945 — брав участь і Другій світовій війні в Китаї та Бірмі.
З 1946 по 1947 — помічник начальника Управління держдепартаменту США з проблем міжнародної безпеки, спеціальний помічник військового міністра США.
З 1947 по 1948 — начальник Управління спеціальних політичних відносин Державного департаменту США.
З 1948 по 1949 — начальник Управління у справах ООН Державного департаменту США.
З 1949 по 1950 — перший помічник Державного секретаря США у справах ООН, помічник заступника Державного секретаря.
З 1950 по 1952 — помічник Державного секретаря США у справах Далекого Сходу.
З 1952 по 1960 — президент Фонду Рокфеллерів.
З 1961 по 1969 — Державний секретар США.
З 1970 по 1984 — викладав міжнародне право в Університеті Джорджії.
20 грудня 1994 — помер у штаті Джорджія.